# Coward
Coward es un pueblo ubicado en el condado de Florence en el estado estadounidense de Carolina del Sur. La localidad en el año 2000 tiene una población de 650 habitantes en una superficie de 8.9 km², con una densidad poblacional de 73.4 personas por km².

## Geografía
Coward se encuentra ubicado en las coordenadas 33°58′32″N 79°44′50″O / 33.975560, -79.747097. Según la Oficina del Censo, la localidad tiene un área total de 8,9 km² (3,4 mi²), de la cual 8,9 km² (3,4 mi²) es tierra y 0 km² (0 mi²) (0.29%) es agua.

### Localidades adyacentes
El siguiente diagrama muestra a las localidades en un radio de 24 kilómetros (14,9 mi) de Coward.

## Demografía
En el 2000 la renta per cápita promedia del hogar era de $28.182, y el ingreso promedio para una familia era de $30.208. El ingreso per cápita para la localidad era de $12.711. En 2000 los hombres tenían un ingreso per cápita de $28.977 contra $17.039 para las mujeres. Alrededor del 24.40% de la población estaba bajo el umbral de pobreza nacional. 